# Paraweckelia silvai
Paraweckelia silvai is een vlokreeftensoort uit de familie van de Hadziidae. De wetenschappelijke naam van de soort is voor het eerst geldig gepubliceerd in 1959 door Clarence Raymond Shoemaker.